# Danse Macabre
|  | For musikalbummet af Duran Duran, se Danse Macabre (album) |
Danse Macabre (dansk: Dødedans eller Dødningedans) er en allegorisk kunstnerisk form, der opstod i den sene middelalder og skildrede døde af alle rangklasser, der danser (nogle gange sammen med Døden). Eller en dans, der fører til døden; en straf i mange folkeviser og eventyr.
Ordet macabre (= makaber) knyttes til hebraisk macabé (= makkabæer), med henvisning til et mirakelspil, der fremstiller nedslagtningen efter makkabæeropstanden.
Dødedans har været inspiration til kunstværker inden for mange genrer.

## Musik
- Totentanz – et værk for klaver og orkester af Franz Liszt (1849)
- Danse Macabre (Saint-Saëns) – et symfonisk digt af Camille Saint-Saëns (1874)
- Danse macabre – strygekvartet nr. 2 af John Frandsen (1991)
- Cortège & Danse Macabre – et symfonisk digt fra suiten Cantabile af Frederik Magle med tekst af Henrik, Prinsgemalen (2009)
- Dance of Death - af Iron Maiden fra albummet af samme navn. (2. September 2003)
- Danse Macabre - af Baest fra albummet Danse Macabre (2018)

## Billedkunst
- Døden fra Lübeck (Dødedansen) – et maleri af Bernt Notke (omkring 1463, ødelagt under et luftangreb i 1942.)
- Vægmaleri fra 1490 i Berlins Mariekirke ved Alexanderplatz [2][3]
- Hans Holbein den Yngres billedserie fra 1520'erne viser, hvordan alle, uanset stand i livet, til sidst havner i dødens favntag.[4]